# Підп'ятник
Підп'я́тник, заст. кагане́ць — пристрій для опори осі вертикального вала. Являє собою вальницю (кочення чи ковзання).
У деяких пристроях і машинах, наприклад у вертикальних електрогенераторах сучасних гідроелектростанцій, підп'ятник є одним з найбільш відповідальних вузлів. Сприймаючи на себе всю масу ротора турбіни при його обертанні і тиск води, що діє на його лопаті, він повинен мати здатність витримувати величезне навантаження. Зазвичай, вага генератора передається через підп'ятник прямо на фундамент основи ГЕС. У великих агрегатах осьове зусилля на підп'ятник може досягати 2500 — 3000 тонн. Особливу складність має режим роботи генераторного підп'ятника під час пуску і зупинки силового агрегату електростанції.